# Zindan (banda)
Zindan (em persa: زندان, zindân - "prisão") é uma banda do Uzbequistão. A sonoridade das músicas do grupo é basicamente death metal melódico, havendo porém influências de música oriental. O Zindan tem, até o momento, apenas um álbum lançado, mas já figura como uma das mais importantes bandas de heavy metal de seu país.

## História
A banda Zindan foi formada em fins do ano 2000, em Tasquente, capital do Uzbequistão. A banda teve entre seus fundadores o guitarrista Ian Sobolevsky, sendo ele o responsável pela maioria das composições e letras do grupo. Desde o início, o Zindan contou ainda com os trabalhos do baixista Timur Kudyakov, sendo ele também autor de algumas letras e músicas. Pouco após o surgimento da banda, o irmão do guitarrista Ian, Oleg, uniu-se ao grupo como vocalista. Nur Dobrinin tornou-se o segundo guitarrista e para o cargo de baterista foi chamado Timur Nazirov. Antes de estabelecer-se como uma banda de death metal melódico, o Zindan dedicou-se a diferentes estilos de heavy metal, chegando a apresentar-se em diferentes eventos em seu país. Em 2009, o Zindan lançou seu primeiro trabalho, um álbum de nome Depth, contendo 10 músicas. Apesar de o nome da banda ser em seu idioma pátrio, o uzbeque, todas as suas músicas receberam nomes em inglês, sendo também cantadas neste idioma. Além de ser integrante do Zindan, Oleg Sobolovsky é também vocalista de uma banda russa de death metal e thrash metal chamada Stalwart.

## Integrantes atuais
- Oleg Sobolovsky - vocal
- Ian Sobolovsky – guitarra
- Nur Dobrinin – guitarra
- Timur Kudyakov – baixo
- Timur Nazirov – bateria

## Discografia
- Depth – álbum (2009)